# Amazona festiva
Amazona festiva là một loài chim trong họ Psittacidae.

## Hình ảnh

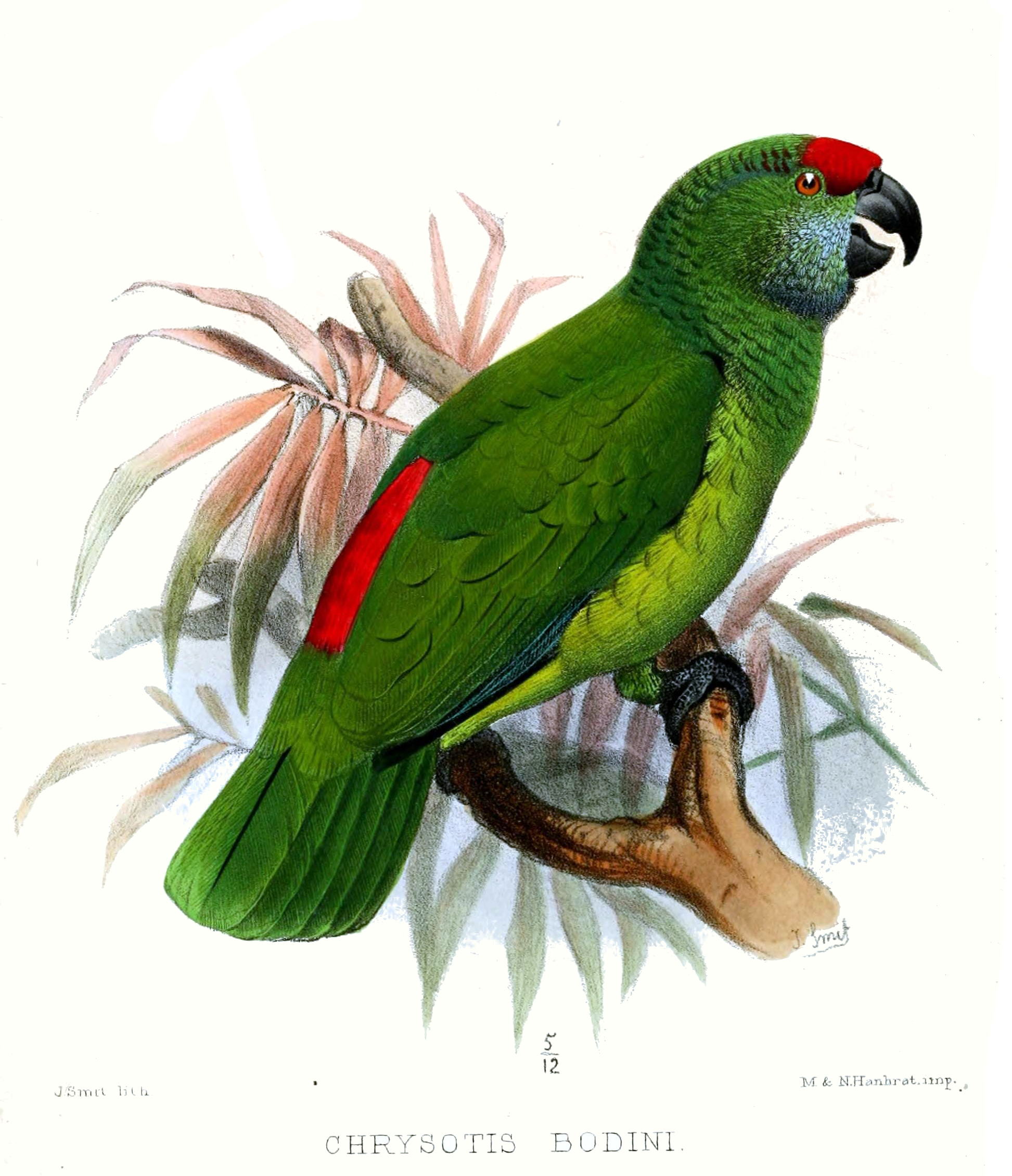
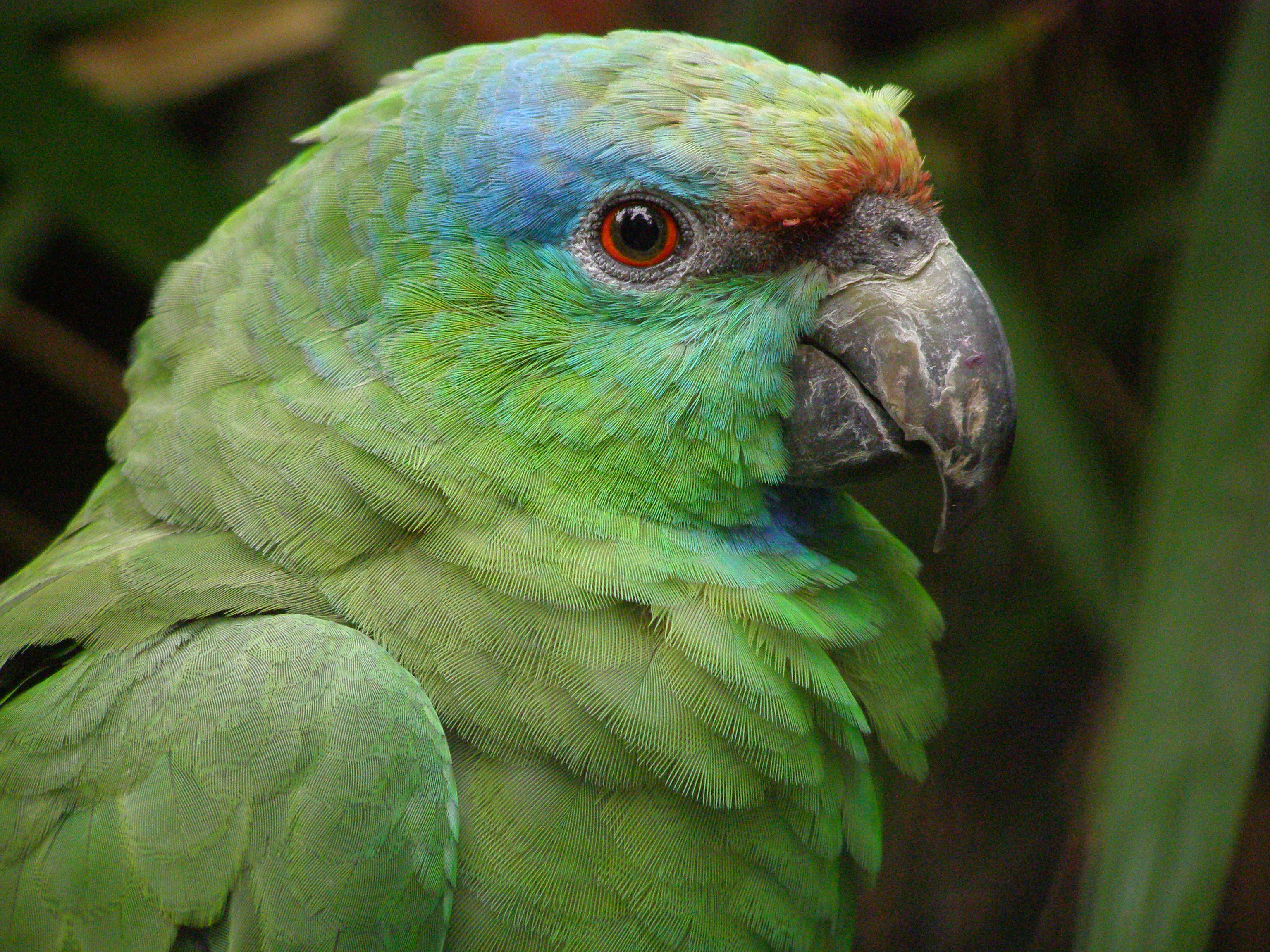
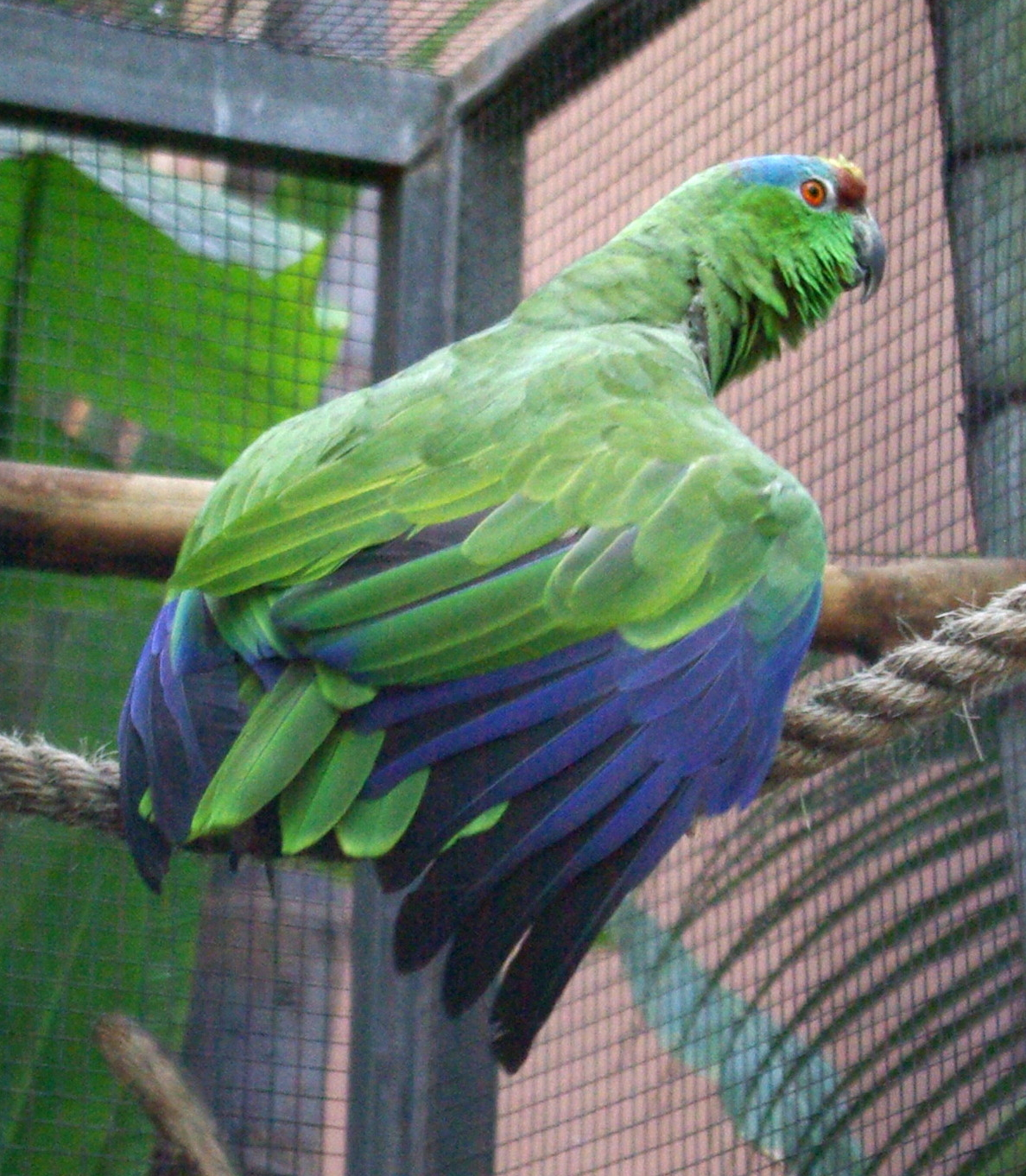
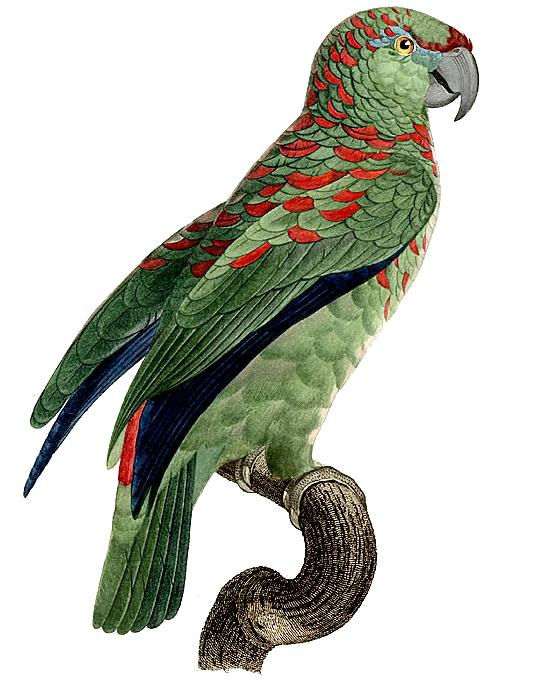
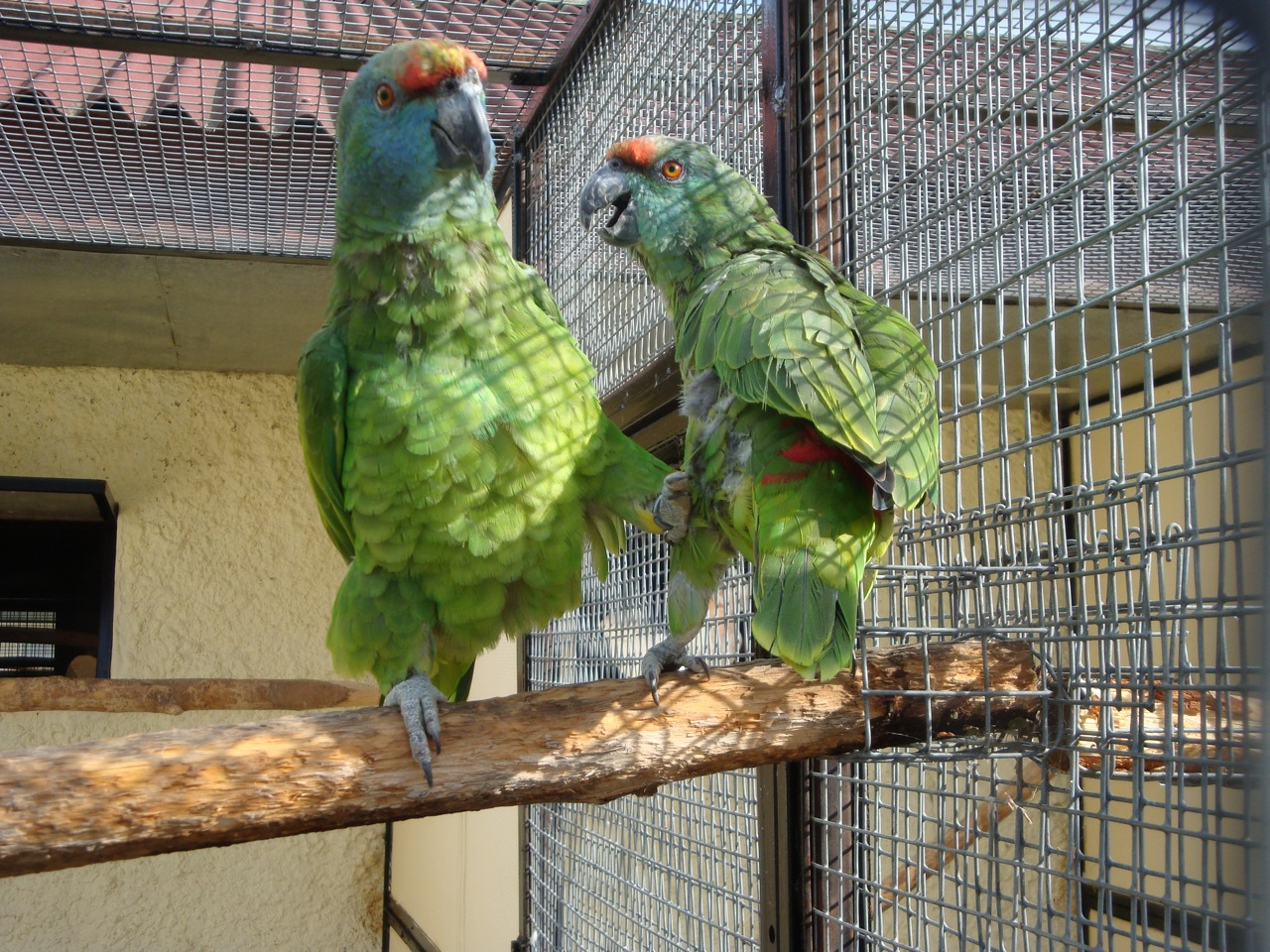